# Hohenzollern-Hechingen
L'Hohenzollern-Hechingen fu uno degli stati parte dell'eredità di una linea collaterale della famiglia degli Hohenzollern, meno conosciuta come dinastia di Franconia, i cui membri divennero burgravi di Norimberga e successivamente governarono il Brandeburgo, la Prussia ed infine la Germania.

## Storia
La Contea di Hohenzollern-Hechingen venne creata nel 1576, dopo la suddivisione della contea di Zollern, uno dei domini del Sacro Romano Impero. Quando morì l'ultimo Conte di Zollern, Carlo I di Hohenzollern, il territorio venne diviso in diverse parti tra i suoi tre figli:
- Eitel Federico IV di Hohenzollern (1545–1605)
- Carlo II di Hohenzollern-Sigmaringen (1547–1606)
- Cristoforo di Hohenzollern-Haigerloch (1552–1592)

Il principato fu parte della confederazione tedesca dal 1815 al 1850. Governato dalla linea cattolica degli Hohenzollern della branca sveva, con la convenzione di famiglia del 7 dicembre 1849 e del Patto di successione, passò alla Prussia, a seguito dell'abdicazione del principe Friedrich Wilhelm Constantin a favore del re di Prussia che divenne capo di tutta la casa di Hohenzollern, riservandosi tutti i diritti di principe sovrano. 
Con regio ordine del 27 maggio 1850, ricevette il titolo di Altezza Reale ed il rango di Principe cadetto della casa reale per tutti gli stati prussiani; la famiglia principesca diretta si estinse nel 1869 con la morte del principe Friedrich senza eredi legittimi. Diversamente dagli Hohenzollern di Brandeburgo e di Prussia, gli Hohenzollern-Hechingen, e i loro cugini di Hohenzollern-Sigmaringen e gli Hohenzollern-Haigerloch, rimasero cristiano cattolici.

## Conti e principi di Hohenzollern-Hechingen

### Conti di Hohenzollern-Hechingen (1576-1623)
- Eitel Federico I (IV) (1576-1605)
- Giovanni Giorgio (1605-1623) divenuto Principe nel 1623

### Principi di Hohenzollern-Hechingen (1623-1850)
- Giovanni Giorgio (1623)
- Eitel Federico II (V) (1623-1661)
- Filippo (1661-1671)
- Federico Guglielmo (1671-1735)
- Federico Luigi (1735-1750)
- Giuseppe Federico Guglielmo (1750-1798)
- Ermanno (1798-1810)
- Federico (1810-1838)
- Costantino (1838-1850)